# NecroVisioN
NecroVisioN est un jeu vidéo de tir à la première personne édité par 505 Games et développé par The Farm 51, sorti en 2009 sur Windows.

## Accueil
- GameSpot : 7/10[1]
- IGN : 6,9/10[2]
- Jeuxvideo.com : 14/20[3]